# Škropeti
 Škropeti  (olaszul: Scropetti) falu Horvátországban, Isztria megyében. Közigazgatásilag  Karojbához tartozik.

## Fekvése
Az Isztria középső részén, Pazintól 9 km-re északnyugatra, községközpontjától 3 km-re délkeletre fekszik.

## Története
A településnek 1880-ban 202, 1910-ben 308 lakosa volt. Az első világháború után a rapallói szerződés értelmében Isztria az Olasz Királysághoz került. 1943-ban az olasz kapitulációt követően német megszállás alá került, mely 1945-ig tartott. A második világháború után Jugoszlávia része lett. A település Jugoszlávia felbomlása után 1991-ben a független Horvátország része lett. 2011-ben 431 lakosa volt. A község leggyorsabban fejlődő települése. Lakói a mezőgazdaság mellett nagy számban foglalkoznak kézművességgel, ezen belül főként fuvarozással, kőművességgel, kőfaragással, fazekassággal  foglalkoznak.

## Nevezetességei
Boldog Alojzije Stepinac tiszteletére szentelt modern templomát 1998 és 2010 között építették. Építészeti stílusában a régi isztriai templomok formáját követi. Homlokzata felett kétfülkés nyitott harangtorony, előtte sokszogletű loggiaszerű előtér látható.

## Lakosság
| Lakosság változása | Lakosság változása | Lakosság változása | Lakosság változása | Lakosság változása | Lakosság változása | Lakosság változása | Lakosság változása | Lakosság változása | Lakosság változása | Lakosság változása | Lakosság változása | Lakosság változása | Lakosság változása | Lakosság változása | Lakosság változása |
| ------------------ | ------------------ | ------------------ | ------------------ | ------------------ | ------------------ | ------------------ | ------------------ | ------------------ | ------------------ | ------------------ | ------------------ | ------------------ | ------------------ | ------------------ | ------------------ |
| 1857               | 1869               | 1880               | 1890               | 1900               | 1910               | 1921               | 1931               | 1948               | 1953               | 1961               | 1971               | 1981               | 1991               | 2001               | 2011               |
| 0                  | 0                  | 202                | 260                | 287                | 308                | 0                  | 0                  | 355                | 374                | 308                | 295                | 363                | 353                | 404                | 431                |